# さんま&女芸人お泊まり会
『さんま&女芸人お泊まり会』（さんまアンドおんなげいにんおとまりかい）は、フジテレビ系列で2018年に『土曜プレミアム』枠で放送された旅バラエティ番組。明石家さんまの冠番組。

## 概要
明石家さんまと複数の女芸人が旅行を楽しみながら、恋愛・仕事の悩み相談など本音トークを展開するバラエティ番組。

## 出演者
司会
- 明石家さんま

ゲスト
- オアシズ（光浦靖子・大久保佳代子） - 第1回・第2回
- いとうあさこ - 第1回・第2回
- 黒沢かずこ（森三中） - 第1回・第2回
- 椿鬼奴 - 第1回・第2回
- 山崎静代（南海キャンディーズ） - 第1回
- たんぽぽ（川村エミコ・白鳥久美子） - 第1回
- バービー（フォーリンラブ） - 第1回
- 渚（尼神インター） - 第1回
- オカリナ（おかずクラブ） - 第1回
- 平野ノラ - 第1回
- 安藤なつ（メイプル超合金） - 第1回・第2回
- ゆりやんレトリィバァ - 第1回・第2回
- ガンバレルーヤ（まひる・よしこ） - 第1回・第2回
- ブルゾンちえみ - 第1回・第2回
- 近藤くみこ（ニッチェ） - 第2回
- 尼神インター（誠子・渚） - 第2回
- アジアン（隅田美保・馬場園梓） - 第2回
- 山崎ケイ（相席スタート） - 第2回

## 放送日一覧
| 回数  | 放送日                  | 放送時間（JST） | 放送タイトル                                                            | ロケ地 | 備考                         |
| ----- | ----------------------- | --------------- | ----------------------------------------------------------------------- | ------ | ---------------------------- |
| 第1回 | 2018年5月26日（土曜日） | 21:00 - 23:40   | さんま&女芸人お泊まり会〜初めて後輩に語る、62年走り続けた男の人生哲学〜 | 箱根   | 『土曜プレミアム』枠で放送。 |
| 第2回 | 2018年12月1日（土曜日） | 21:00 - 23:40   | さんま&女芸人お泊まり会 人生向上の旅                                    | 鬼怒川 | 『土曜プレミアム』枠で放送。 |

## 番組テーマソング
- 黒沢かずこ「さんちゃん紳士」
  - 作詞：黒沢かずこ、作曲・編曲：大石憲一郎

## スタッフ
第2回（2018年12月1日）
- ナレーター：八木亜希子
- 構成：松井洋介、福原フトシ、金森直哉
- TP：高瀬義美
- CAM：秋山勇人
- VE：山下将平
- MIX：森田篤
- 照明：穴田健二、堀田耕二（堀田→第2回）
- 編集：増田徳樹
- MA：吉田肇
- 音響効果：大久保吉久
- 美術制作：三竹寛典
- 美術進行：林勇
- 大道具：酒井孝一
- 装飾：門間誠
- 衣裳：林春来
- メイク：大友麻友子
- アクリル装飾：相原加奈
- 技術協力：ニユーテレス、fmt、IMAGICA、アールビット空撮
- 撮影協力：東武鉄道、東武ワールドスクウェア、星ふる学校 くまの木、違う家、Snow Peak、三慶サービス（三慶→第1回-）
- 広報：根本智史
- TK：槇加奈子
- AD：吉井美月、菊地康介、穐田章吾、大野涼平、阿出川聡、土田幸江（吉井・阿出川→第1回から、それ以外は第2回）
- AP：藤本大介（第1回ではP、第2回ではAP）
- FD：中陳陽太（第1回ではAD、第2回からはFD）
- デスク：梅都惠
- ディレクター：楠田健太（楠田→第1回ではFD、第2回からD）、玉野鼓太郎、勝部美帆（勝部→第1回ではAD、第2回からはD）、池田哲也、中川将史、板垣忠彦
- プロデューサー：大江菊臣、児玉芳郎、林田直子
- ゼネラルプロデューサー：渡邊俊介
- 演出：渡辺琢
- チーフプロデューサー：中嶋優一
- 制作協力：吉本興業
- 制作：フジテレビ 編成局制作センター 第二制作室
- 制作著作：フジテレビ

### 過去のスタッフ
- CAM：吉川和彦（第1回）
- VE：高橋正直（第1回）
- 照明：松浦喬史（第1回）
- 編集：後藤勝利（第1回）
- CG：木本禎子、中村志穂、武井裕介（以上3名→第1回）
- 撮影協力：小田急電鉄、天成園、箱根園、Bakery&Table箱根（以上4つ→第1回）
- カラオケ音源協力：DAM by.第一興商
- デスク：筒井さより（第1回）
- AD：山田翔太、柳渕己奈（以上2名→第1回）
- ディレクター：鈴木善貴（第1回）
- プロデューサー：長江康裕（よしもとクリエイティブ・エージェンシー、第1回）

## 関連番組
- さんまのお笑い向上委員会